# Robert Conquest
George Robert Acworth Conquest (Malvern, 15 luglio 1917 – Palo Alto, 3 agosto 2015) è stato uno storico inglese.
Ricercatore di lunga data presso l'Hoover Institution della Stanford University, Conquest è stato particolarmente noto per il suo lavoro sull'Unione Sovietica. I suoi libri più celebri sono: The Great Terror: Stalin's Purges of the 1930s (1968); Raccolto del dolore. Collettivizzazione sovietica e il terrore-carestia (1986), sull'Holodomor in Ucraina; la biografia di Lenin (1972) e quella di Stalin: Breaker of Nations (1991).
Fu anche autore di due romanzi e di diverse raccolte di poesie.

## Biografia

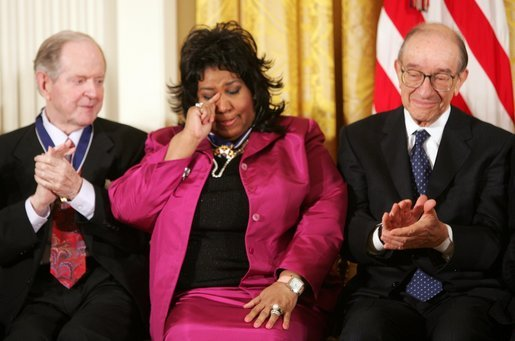
Robert Conquest, a sinistra, con Aretha Franklin e Alan Greenspan premiati con la Medaglia presidenziale della libertà

Conquest nacque a Malvern, Worcestershire, da padre americano, Robert Folger Wescott Conquest, e madre inglese, Rosamund Alys Acworth. Suo padre prestò servizio in un'unità di servizio sul campo dell'ambulanza americana con l'esercito francese nella prima guerra mondiale e nel 1916 fu insignito della Croix de guerre, con la stella d'argento. 
Conquest ha studiato al Winchester College, dove ha vinto una borsa per studiare Filosofia, Politica ed Economia (PPE) al Magdalen College di Oxford. Si prese un anno sabbatico, trascorrendo del tempo all'Università di Grenoble ed in Bulgaria, e tornò a Oxford nel 1937, dove divenne un militante comunista; nel 1937 entrò nel Partito Comunista di Gran Bretagna e visitò la Russia sovietica. Ad Oxford ottenne un dottorato sulla storia della Russia Sovietica. 
Dopo lo scoppio della seconda guerra mondiale venne arruolato nel Oxfordshire and Buckinghamshire Light Infantry e nel 1943 fu inviato alla UCL School of Slavonic and East European Studies a Londra ad apprendere il bulgaro; più tardi, dopo l'esperienza in Bulgaria nella British Intelligence, lo storico inglese si disilluse a proposito del comunismo. Collaborò con l'Information Research Department, dipartimento del Ministero degli esteri inglese deputato alla propaganda anti-sovietica.
Ha insegnato presso la London School of Economics, alla Columbia University e a Stanford. Alle purghe staliniane è dedicato il suo libro più celebre: Il Grande Terrore (The Great Terror, 1968, trad. it. 1970).
Nel 1985 firma una petizione a favore dell'armamento da parte degli Stati Uniti dei Contras, gruppi paramilitari anticomunisti in America centrale.
Nel novembre 2005 Robert Conquest fu premiato con la Medaglia presidenziale della libertà dal Presidente George W. Bush.

## Opere storiche

### Il grande terrore (1968)
Nel 1968 Conquest pubblicò quella che divenne la sua opera più nota, The Great Terror: Stalin's Purge of the Trentas, la prima ricerca completa sulla Grande Purga che ebbe luogo in Unione Sovietica tra il 1934 e il 1939. Molti revisori all'epoca non erano colpiti dal suo modo di scrivere del Grande Terrore, che era nella tradizione dei "grandi uomini che fanno la storia". Il libro si basava principalmente su informazioni che erano state rese pubbliche, in via ufficiale o da persone, durante il cosiddetto "disgelo di Chruščëv" nel periodo 1956-1964. Ha anche attinto ai resoconti di emigrati ed esiliati russi ed ucraini risalenti agli anni '30, e su un'analisi di documenti ufficiali sovietici come il censimento sovietico.
L'aspetto più importante del libro era che ha ampliato la comprensione delle epurazioni oltre la precedente focalizzazione sui "processi di Mosca" dei leader del Partito Comunista dell'Unione Sovietica caduti in disgrazia come Nikolaj Bucharin e Grigorij Zinov'ev, che furono giustiziati poco dopo. La questione del motivo per cui questi leader si fossero dichiarati colpevoli e avessero confessato vari crimini durante i processi era diventata un argomento di discussione per numerosi scrittori occidentali e aveva contribuito a ispirare romanzi anticomunisti come 1984 di George Orwell e Buio a mezzogiorno di Arthur Koestler. 
Conquest ha sostenuto che i processi e le esecuzioni di questi ex leader comunisti erano un dettaglio minore delle epurazioni. Secondo le sue stime, le epurazioni staliniste avevano portato alla morte di circa 20 milioni di persone. In seguito ha affermato che il numero totale dei decessi "difficilmente potrebbe essere inferiore a circa tredici-quindici milioni". 
Conquest criticò aspramente intellettuali occidentali come Beatrice e Sidney Webb, George Bernard Shaw, Jean-Paul Sartre, Walter Duranty, Sir Bernard Pares, Harold Laski, DN Pritt, Theodore Dreiser, Bertolt Brecht, Owen Lattimore e Romain Rolland, così come L'ambasciatore americano Joseph Davies, accusandoli di essere imbroglioni e apologeti del regime di Stalin.

## Vita privata
Conquest è stato sposato quattro volte, la prima nel 1942 con Joan Watkins, dalla quale ha avuto due figli. Divorziarono nel 1948. Seguì un matrimonio con Tatiana Mihailova (1948-1962), che aveva aiutato a fuggire dalla Bulgaria. Le fu diagnosticata la schizofrenia nel 1951. Nel 1962 sposò Caroleen MacFarlane; divorziarono nel 1978. Quell'anno iniziò a frequentare Elizabeth Neece Wingate, una docente in inglese e figlia di un colonnello dell'aeronautica degli Stati Uniti. Lui e Wingate si sono sposati nel 1979. Quando è morto nel 2015, aveva diversi nipoti.

## Opere

### Storia e politica
- Common Sense About Russia (1960)
- Power and Policy in the USSR (1961)
- The Soviet Deportation of Nationalities (1960)
- Courage of Genius: The Pasternak Affair (1961)
- Russia After Khrushchev (1965)
- The Politics of Ideas in the U.S.S.R. (1967)
- Industrial Workers in the USSR (1967)
- Agricultural Workers in the USSR (1968)
- Religion in the U.S.S.R. (1968)
- The Soviet political system (1968)
- The Soviet Police System (1968)
- Justice and the Legal System in the U.S.S.R. (1968)
- Il Grande Terrore. Le purghe di Stalin negli anni Trenta (The Great Terror: Stalin's Purge of the Thirties, 1968), Collezione Le Scie, Milano, Arnoldo Mondadori Editore, 1970.
- Where Marx Went Wrong (1970)
- The Nation Killers: The Soviet Deportation of Nationalities (1970)
- Il costo umano del comunismo (The Human Cost of Soviet Communism, 1970), con Richard L. Walker, Hosmer e James O. Eastland, Milano, Edizioni del Borghese, 1973. [preparato per la sottocommissione sulla Giustizia del Senato USA]
- Lenin (Lenin, 1972), traduzione di Simonetta Bertoncini, Collana Oscar Saggi, Milano, Mondadori, 1991, ISBN 88-04-35070-9.
- The Russian Tradition, con Tibor Szamuely (1974)
- Kolyma: The Arctic Death Camps (1978)
- Present Danger: Towards a Foreign Policy (1979)
- We and They: Civic and Despotic Cultures (1980)
- The Man-made Famine in Ukraine, con James Mace, Michael Novak and Dana Dalrymple (1984)
- What to Do When the Russians Come: A Survivor's Guide, con Jon Manchip White (1984)
- Inside Stalin's Secret Police: NKVD Politics, 1936–1939 (1985)
- The Harvest of Sorrow: Soviet Collectivization and the Terror-Famine (1986)
  -  Raccolto di dolore. Collettivizzazione sovietica e carestia terroristica, traduzione di Vittoria De Vio Molone e Sergio Minucci, Presentazione di Federigo Argentieri, Postfazione di Ettore Cinnella, Roma, Fondazione Liberal, 2004, ISBN 978-88-888-3508-2.
  -  Raccolto di dolore. Collettivizzazione sovietica e carestia terroristica, traduzione di Vittoria De Vio Molone e S. Minucci, Prefazione di Marco Clementi, Postfazione di Federigo Argentieri, Collana La Grande Storia, Milano, Rizzoli, 2023, ISBN 978-88-171-7892-1.
- The Last Empire: Nationality and the Soviet Future (1986)
- Tyrants and Typewriters: Communiques in the Struggle for Truth (1989)
- Stalin and the Kirov Murder (1989)
- Stalin. La Rivoluzione, il Terrore, la Guerra (Stalin: Breaker of Nations, 1991), traduzione di Luisa Agnese Della Fontana, Collezione Le Scie, Milano, Mondadori, 2002, ISBN 978-88-04-47275-9. - Collana Oscar Storia, Mondadori, 2003; Collana La Storia · Le Storie, Milano, BUR, 2023, ISBN 978-88-171-7893-8.
- History, Humanity, and Truth (1993)
- Il secolo delle idee assassine (Reflections on a Ravaged Century, 1999), traduzione di L. Vanni, Collezione Le Scie, Mondadori, 2001, ISBN 88-04-48182-X.
- I dragoni della speranza. Realtà e illusioni nel corso della storia (The Dragons of Expectation: Reality and Delusion in the Course of History, 2004), Roma, Fondazione Liberal, 2007, ISBN 88-88835-32-6.